# Абчук Аврам Пінхусович
Аврам Пінхусович Абчук (нар. 1897, Луцьк, Волинська область — 10 жовтня 1937) — єврейський письменник і критик. Жертва Сталінських репресій.
Абчук Аврам Пінхусович народився 1897 р. у Луцьку в багатодітній сім'ї дрібного службовця. П'ятирічним хлопчиком був відданий батьками в хедер — напіврелігійну єврейську початкову школу. Проте продовжити навчання в міській гімназії через так звану «процентну норму», яка обмежувала доступ дітям єврейського походження в навчальні заклади царської Росії, не зміг.
Коли йому виповнилося тринадцять літ, полишив отчий дім і опинився в Києві. У робітничому клубі виступали відомі поети Давид Гофштейн, Перец Маркіш, Лейб Квітко і Давид Бергельсон і Абчук одного разу простягнув одному з них зшиток власних віршів. Давид Гофштейн, ознайомившись й творами початківця, інтуїтивно відчув перед ним — народний самородок. Він запросив бездомного юнака до себе на квартиру а потім прилаштував його вихователем у будинок безпритульників. Таким чином Гофштейн ввів юнака у літературне середовище.
Перші публікації Абчука в єврейській періодиці принесли йому визнання, і як завважила тодішня критика, «на небосхилі єврейської літератури заяскравіла нова зоря». Молодий письменник писав новели й нариси, але також наполегливо вчився. Закінчив Київський інститут народної освіти, а коли в Києві відкрився Інститут єврейської культури при Академії наук України, став одним із перших його наукових співробітників.
На початок 30-х років припадає розквіт таланту Аврама Абчука. В цей час з'являються збірки його новел, критичних праць, монографії. Його книги перекладалися мовами народів СРСР.
27 вересня 1937 р. агенти НКВС схопили Абчука і висунули йому стандартне для багатьох інтелігентів звинувачення: «підривна діяльність, проведення на території СРСР шпигунства на користь однієї іноземної держави». Абчука кинули за ґрати, а 10 жовтня 1937 р. розстріляли.
Аврама Абчука реабілітовано посмертно.